# Уве Гресман
Уве Гресман (на немски: Uwe Greßmann) е германски поет.

## Биография
Роден е на 1 май 1933 г. в Щайнбах-Халенберг като извънбрачно дете. Уве Гресман израства в приюти за сираци и в чужди семейства. Белодробна туберкулоза го измъчва още от ранното детство. От 1949 до 1954 се лекува в различни клиники и санаториуми.
Препитава се като общ работник и монтьор, много чете и пише поезия. Стиховете на Гресман намират изключителен читателски отклик при организираните в частния литературен кръг „Дер Люрикклуб Панков“ поетически вечери.

## Творби
Във фантастично оцветените образи в творчеството на Гресман неизменно присъства острото чувство за реалност: съзнанието за свобода и сила, което съпътства навсякъде лирическото му Аз. Макар животът на поета да е кратък и безотраден, неговите стихове са жизнерадостни, а болестта сякаш прецизира наблюденията му върху света.
Поезията на Уве Гресман, събрана в книгата му „Птицата Пролет“  (1966), се възприема като вълшебна приказка, чийто герой се изявява като властелин на Вселената.
Посмъртно излизат стихосбирките на Гресман „Слънчевият автомобил“ (1972), „Стихотворения“ (1978) и „Приказни създания“ (1978).